# Horikawaea dubia
Horikawaea dubia är en bladmossart som beskrevs av Lin Shan-hsiung 1984. Horikawaea dubia ingår i släktet Horikawaea och familjen Pterobryaceae. Inga underarter finns listade i Catalogue of Life.